# Snowboard na Zimowym Olimpijskim Festiwalu Młodzieży Europy 2015
Snowboard na Zimowym Olimpijskim Festiwalu Młodzieży Europy 2015 – zawody w snowboardingu, które odbyły się w dniach 27-29 stycznia 2015 w austriackim mieście Schruns.

## Wyniki

### Mężczyźni
| Konkurencja | Data        | Złoto         | Czas/Pkt | Srebro          | Punkty | Brąz          | Czas/Pkt |
| Snowcross   | 27 stycznia | Merlin Surget | 70.00    | Fabian Hartmann | 56.00  | Leon Beckhaus | 42.00    |

### Kobiety
| Konkurencja | Data        | Złoto            | Czas/Pkt | Srebro        | Punkty | Brąz          | Czas/Pkt |
| Snowcross   | 27 stycznia | Sarah Dienstbeck | 120.00   | Marie Marguet | 96.00  | Kristina Paul | 72.00    |

### Zawody drużynowe
| Konkurencja        | Data        | Złoto                                 | Srebro                                 | Brąz                                           |
| Snowcross mieszany | 29 stycznia | Francja I Manon Petit · Merlin Surget | Austria II Pia Zerkhold · Andreas Kroh | Szwajcaria I Sophie Hediger · Pascal Bitschnau |

## Tabela medalowa
| Lp. | Kraj       | Złoto | Srebro | Brąz | Razem |
| 1.  | Francja    | 2     | 1      | 0    | 3     |
| 2.  | Niemcy     | 1     | 0      | 1    | 2     |
| 3.  | Austria    | 0     | 2      | 0    | 2     |
| 4.  | Rosja      | 0     | 0      | 1    | 1     |
| 4.  | Szwajcaria | 0     | 0      | 1    | 1     |